# Rockhampton
Rockhampton là một thành phố trong bang Queensland, Úc. Thành phố có dân số 76.729 người (năm 2009). Rockhampton nằm bên sông Fitzroy, cách cửa sông khoảng 40 kilômét (25 mi) và thủ phủ bang Brisbane 600 kilômét (370 mi) về phía bắc.

## Khí hậu
Rockhampton có khí hậu cận nhiệt đới ẩm (phân loại khí hậu Köppen Cfa/Cwa). Thành phố nằm trên chí tuyến Nam, trong vành đai gió mậu dịch Đông Nam. Rockhampton có 116,3 ngày trời quang/năm.
| Dữ liệu khí hậu của Rockhampton           | Dữ liệu khí hậu của Rockhampton | Dữ liệu khí hậu của Rockhampton | Dữ liệu khí hậu của Rockhampton | Dữ liệu khí hậu của Rockhampton | Dữ liệu khí hậu của Rockhampton | Dữ liệu khí hậu của Rockhampton | Dữ liệu khí hậu của Rockhampton | Dữ liệu khí hậu của Rockhampton | Dữ liệu khí hậu của Rockhampton | Dữ liệu khí hậu của Rockhampton | Dữ liệu khí hậu của Rockhampton | Dữ liệu khí hậu của Rockhampton | Dữ liệu khí hậu của Rockhampton |
| Tháng                                     | 1                               | 2                               | 3                               | 4                               | 5                               | 6                               | 7                               | 8                               | 9                               | 10                              | 11                              | 12                              | Năm                             |
| ----------------------------------------- | ------------------------------- | ------------------------------- | ------------------------------- | ------------------------------- | ------------------------------- | ------------------------------- | ------------------------------- | ------------------------------- | ------------------------------- | ------------------------------- | ------------------------------- | ------------------------------- | ------------------------------- |
| Cao kỉ lục °C (°F)                        | 42.5 (108.5)                    | 43.3 (109.9)                    | 42.1 (107.8)                    | 35.4 (95.7)                     | 34.4 (93.9)                     | 32.3 (90.1)                     | 30.6 (87.1)                     | 35.1 (95.2)                     | 37.2 (99.0)                     | 41.1 (106.0)                    | 45.3 (113.5)                    | 41.9 (107.4)                    | 45.3 (113.5)                    |
| Trung bình ngày tối đa °C (°F)            | 32.6 (90.7)                     | 32.0 (89.6)                     | 31.2 (88.2)                     | 29.2 (84.6)                     | 26.6 (79.9)                     | 24.2 (75.6)                     | 23.9 (75.0)                     | 25.5 (77.9)                     | 28.4 (83.1)                     | 30.1 (86.2)                     | 31.6 (88.9)                     | 32.6 (90.7)                     | 29.0 (84.2)                     |
| Tối thiểu trung bình ngày °C (°F)         | 22.7 (72.9)                     | 22.7 (72.9)                     | 21.3 (70.3)                     | 18.6 (65.5)                     | 14.8 (58.6)                     | 11.9 (53.4)                     | 10.6 (51.1)                     | 11.4 (52.5)                     | 14.6 (58.3)                     | 17.7 (63.9)                     | 19.9 (67.8)                     | 21.7 (71.1)                     | 17.3 (63.1)                     |
| Thấp kỉ lục °C (°F)                       | 16.3 (61.3)                     | 16.2 (61.2)                     | 11.0 (51.8)                     | 4.7 (40.5)                      | 2.9 (37.2)                      | −1.0 (30.2)                     | −0.9 (30.4)                     | −0.3 (31.5)                     | 3.4 (38.1)                      | 7.0 (44.6)                      | 9.4 (48.9)                      | 10.6 (51.1)                     | −1.0 (30.2)                     |
| Lượng mưa trung bình mm (inches)          | 104.1 (4.10)                    | 132.6 (5.22)                    | 89.0 (3.50)                     | 34.9 (1.37)                     | 31.2 (1.23)                     | 37.4 (1.47)                     | 30.2 (1.19)                     | 28.6 (1.13)                     | 24.9 (0.98)                     | 50.4 (1.98)                     | 59.5 (2.34)                     | 95.8 (3.77)                     | 715.5 (28.17)                   |
| Số ngày mưa trung bình (≥ 1.0 mm)         | 7.6                             | 8.9                             | 5.7                             | 3.8                             | 3.2                             | 3.9                             | 2.5                             | 2.4                             | 2.5                             | 4.2                             | 4.6                             | 6.5                             | 55.8                            |
| Độ ẩm tương đối trung bình buổi chiều (%) | 52                              | 55                              | 49                              | 47                              | 44                              | 44                              | 39                              | 37                              | 37                              | 40                              | 43                              | 48                              | 45                              |
| Nguồn: Cục Khí tượng Úc                   |                                 |                                 |                                 |                                 |                                 |                                 |                                 |                                 |                                 |                                 |                                 |                                 |                                 |

## Thành phố kết nghĩa
- Ibusuki, Nhật Bản (từ ngày 20 tháng 11 năm 1980)